# آنجالی پاراگسینگ
آنجالی پاراگسینگ (انگلیسی: Anjali Paragsingh؛ زادهٔ ۲۴ فوریهٔ ۱۹۹۷) بدمینتون‌باز اهل سورینام است که در مجموع در رقابت/سری بین‌المللی BWF برندهٔ ۱ مدال نقره شده‌است.

## رقابت/سری بین‌المللیBWF
دونفره زنان
| سال  | مسابقه            | شریک         | حریف                      | امتیاز      | نتیجه       |
| ---- | ----------------- | ------------ | ------------------------- | ----------- | ----------- |
| ۲۰۱۶ | بین‌المللی سورینام | شریفا جیمسون | سولانجل گوزمان جادا رنالز | ۱۱–۲۱, ۹–۲۱ | نایب قهرمان |

  تورنتمت BWF International Challenge
  تورنتمت BWF International Series
  تورنتمت BWF Future Series